# Horakita
La horakita és un mineral de la classe dels fosfats. Rep el nom de František Horák (1882-1919) responsable de la fàbrica Radium a St. Joachimsthal (Jáchymov) i el seu net MUDr. (M.D.) Vladimír Horák (nascut el 1964), un col·leccionista i historiador amateur de minerals, centrat en la història de la mineria a Jáchymov.

## Característiques
La horakita és un fosfat de fórmula química (Bi₇O₇OH)[(UO₂)₄(PO₄)₂(AsO₄)₂(OH)₂]·3.5H₂O. Va ser aprovada com a espècie vàlida per l'Associació Mineralògica Internacional l'any 2017, sent publicada per primera vegada un any més tard. Cristal·litza en el sistema monoclínic. La seva duresa a l'escala de Mohs és 2.
L'exemplar que va servir per a determinar l'espècie, el que es coneix com a material tipus, es troba conservat a les col·leccions mineralògiques del Museu d'Història Natural del Comtat de Los Angeles, a Los Angeles (Califòrnia) amb el número de catàleg: 66575.

## Formació i jaciments
Va ser descoberta a la mina Rovnost, situada a Jáchymov, dins el districte de Karlovy Vary (Regió de Karlovy Vary, República Txeca). Es tracta de l'únic indret de tot el planeta on ha estat descrita aquesta espècie mineral.